# Cyriel van Assche
Cyriel van Assche (n. 1931; d. 2001) a fost un agronom belgian, membru de onoare al Academiei Române (din 1991). 